# Goldikova
Goldikova, est un cheval de course pur-sang anglais, née en 2005 et morte en 2021. Issue de l'union d’Anabaa et Born Gold, par Blushing Groom, elle appartenait à l'écurie d'Alain et Gérard Wertheimer, qui en étaient les éleveurs, était entraînée par Freddy Head et montée par Olivier Peslier. Membre du Hall of Fame des courses américaines et du Hall of Fame des courses britanniques, elle a remporté quatorze groupe 1 dont trois éditions de la Breeders' Cup Mile. 

## Carrière de courses

### 2008

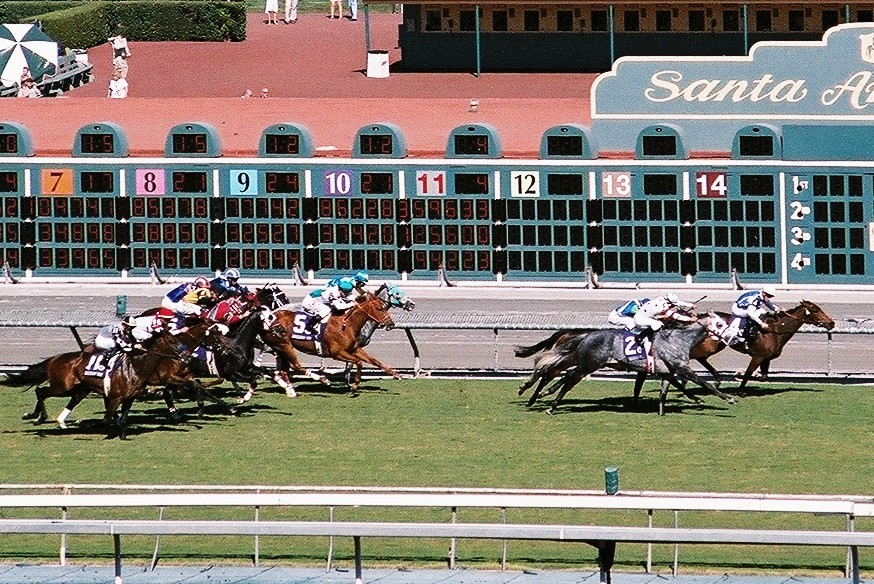
Breeders' Cup Mile 2008

Issue d'une illustre famille maternelle, Goldikova commence sa carrière à deux ans et remporte deux courses, sans toutefois se frotter aux meilleures pouliches de sa génération. Celle-ci est riche en éléments de valeur, de Proviso à Natagora, en passant bien sûr par Zarkava, appelée à la plus haute destinée. Suivant la filière classique, Goldikova ne trouvera que cette dernière pour lui barrer la route du succès classique : dans la Poule d'Essai des Pouliches d'abord, où elle termine deuxième, puis dans le Prix de Diane, sur 2 100 mètres, où elle accroche le second accessit, derrière Zarkava et Gagnoa. 
Mais la fille d'Anabaa est une pure mileuse, et le prouve en s'adjugeant le Prix Chloé (Gr.3), en prélude à une seconde partie de saison parfaite. En août, elle remporte son premier Groupe 1 dans le Prix Rothschild, puis domine les mâles et ses aînés dans le Prix du Moulin de Longchamp, où elle vient à bout de la tenante du titre, la championne Darjina. Ensuite, vient la consécration américaine dans la Breeders' Cup Mile, qu'elle gagne à Santa Anita, encore une fois devant le tenant du titre, l'Américain Kip Deville.

### 2009
Tandis que Zarkava se retire de la compétition après son triomphe dans l'Arc, Goldikova poursuit sa carrière à 4 ans, s'affirmant comme la reine du mile, comme en son temps l'illustre Miesque, montée par Freddy Head, qui n'est autre que son entraîneur. Pourtant, la pouliche rate complètement son retour à la compétition au printemps 2009, échouant radicalement dans le Prix d'Ispahan, dont elle était la grande favorite. Mais elle se rattrape aussitôt, enchaînant trois victoires de groupe 1, dans les Falmouth Stakes en Angleterre, puis dans le Prix Rothschild où elle signe un doublé, avant de pulvériser l'opposition (et le record) dans le Prix Jacques Le Marois, qu'elle remporte par 6 longueurs. Il lui reste à remplir son second grand objectif de la saison, un doublé dans la Breeders' Cup Mile, réussi jadis par Miesque. Cela passe par une participation au Prix de la Forêt, sur 1 400 mètres, une distance que Goldikova n'a jamais abordée au cours de sa carrière. Elle y prend une méritoire troisième place, puis s'envole vers la Californie pour la Breeders' Cup Mile, où elle hérite d'un mauvais numéro à la corde, le 11, tout à l'extérieur. Après un départ prudent, la jument patiente à l'arrière-garde avant de produire son effort dans le dernier tournant et, au prix d'une splendide ligne droite, l'emporte à la fin, rejoignant Miesque dans la légende, et confirmant qu'elle est bien l'une des grandes championnes de la décennie. Elle est d'ailleurs sacrée dans la foulée Meilleur cheval d'âge de l'année en Europe et obtient le deuxième rating mondial par le FIAH, avec un score 130, derrière Sea The Stars (136), tandis que Timeform la crédite d'un rating de 132, devant le phénomène américain Zenyatta (131).

### 2010

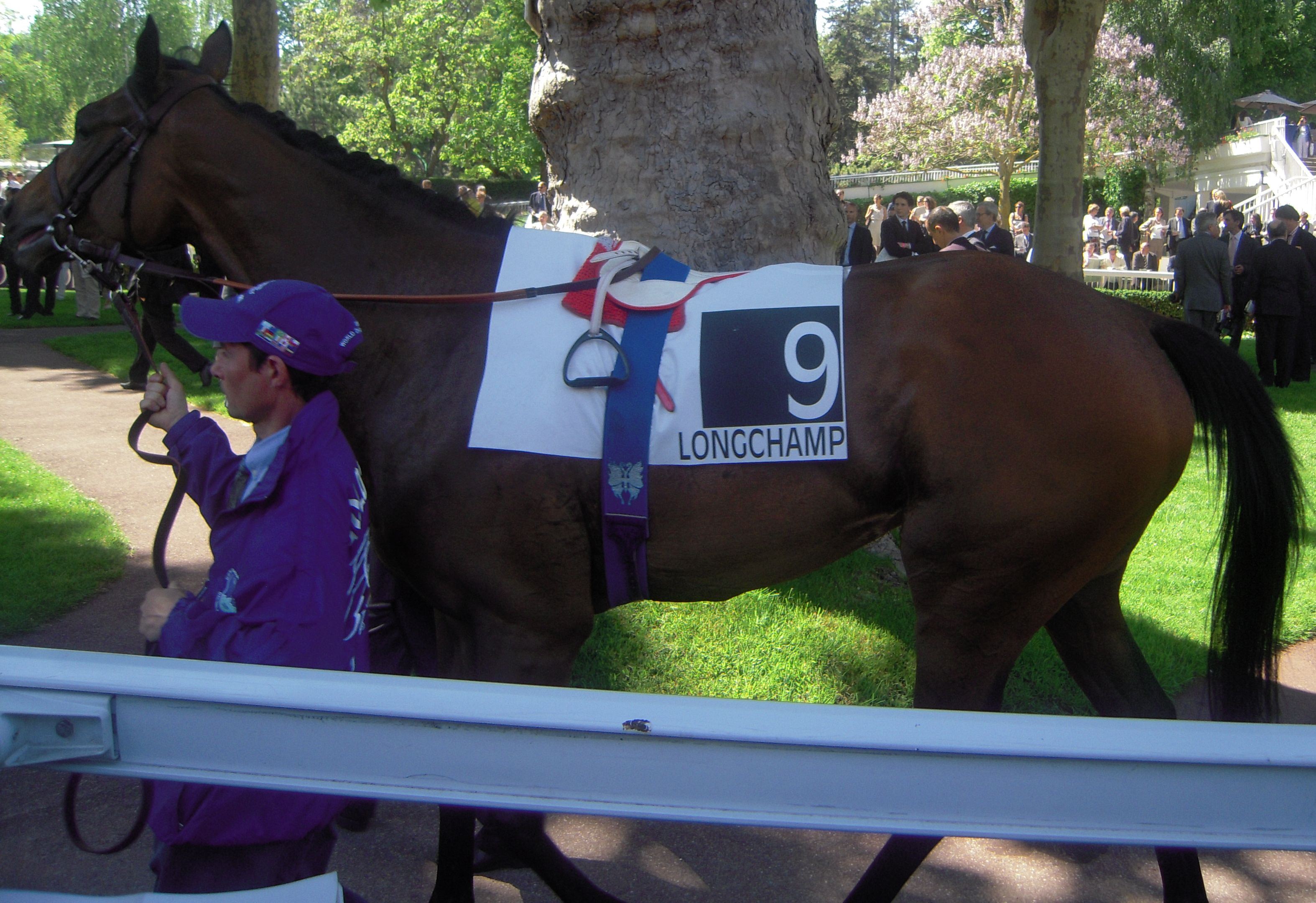
Goldikova au départ du Prix d'Ispahan en 2010.

Goldikova fait son retour en compétition en mai 2010 à l'occasion du Prix d'Ispahan, sur une distance (1850 m) excédant légèrement ses aptitudes, mais cela ne l'empêche pas de s'imposer devant Byword, reléguant le reste du peloton à 10 longueurs et s'offrant au passage le record de l'épreuve. Puis elle retrouve le mile à Ascot, dans les Queen Anne Stakes, qu'elle s'adjuge également devant le tenant du titre Paco Boy, avant de triompher pour la troisième fois consécutive dans le Prix Rothschild, raflant au passage son dixième Groupe 1, ce qui lui permet d'égaler le total de Miesque. Il lui faut toutefois une victoire supplémentaire à ce niveau pour faire aussi bien qu'une autre championne de légende, Dahlia. Le Prix Jacques Le Marois, en août à Deauville, aurait pu être le théâtre de cet exploit, mais les pluies qui ont alourdi le terrain et un lauréat des 2000 Guinées, Makfi, de retour en forme, la privent de ce succès, Goldikova ne prenant qu'un méritoire premier accessit. 
Le nouveau défi de Goldikova, est un triplé dans la Breeders' Cup Mile, ce qu'aucun cheval n'a jamais réalisé, dans aucune épreuve de la Breeders' Cup. Auparavant, elle se produit devant le public français dans le Prix de la Forêt. Malgré un terrain collant, elle ne rate pas ce rendez-vous avec Longchamp, en s'offrant ce onzième groupe 1 attendu, devant Paco Boy et Dick Turpin, avec l'aide d'un Olivier Peslier particulièrement inspiré. A Churchill Downs, où se déroule l'édition 2010 de la Breeders' Cup, Goldikova ne manque pas son rendez-vous avec l'histoire, malgré un adversaire de poids, le champion américain Gio Ponti, qui fut dauphin de Zenyatta dans la Breeders' Cup Classic en 2009. Positionnée près des chevaux de tête durant le parcours, elle s'envole à mi-ligne droite, jamais inquiétée par Gio Ponti, et réalise un exploit qui ne sera pas égalé de sitôt : une troisième victoire consécutive dans une épreuve de la Breeders' Cup. Définitivement une des plus grandes championnes de l'histoire des courses, elle détient parmi ses titres celui, honorifique, d'être le cheval européen à avoir remporté le plus de groupe 1 (12 au total) depuis l'introduction du système des groupes en 1970, devant Dahlia (11) et Miesque (10). Timeform augmente son rating d'un point, à 133, tandis qu'elle s'octroie un nouveau titre de cheval d'âge de l'année en Europe.

### 2011

Casaque de l'écurie Wertheimer & Frère

Pour que la légende Goldikova continue, son entourage décide de la maintenir à l'entraînement à 6 ans, ce qui est exceptionnel pour un cheval de ce calibre, puisque les champions rentrent au haras généralement à 3 ou 4 ans. Après la trêve hivernale, elle reprend le chemin des pistes d'entraînement au début de 2011 avec en ligne de mire, entre autres, une quatrième victoire dans le Breeders' Cup Mile. La championne effectue comme l'an dernier sa rentrée dans le Prix d'Ispahan, sur 1 850 m, et comme en 2010 elle s'y impose d'emblée, après une vive lutte face au champion Cirrus des Aigles. En juin, elle défend son titre dans les Queen Anne Stakes, mais doit s'incliner face au meilleur miler d'âge anglais, Canford Cliffs, lauréat de quatre groupe 1 sur la distance, terminant bonne deuxième. De retour pour l'été sur son hippodrome fétiche, Deauville, elle reprend sa marche en avant en conservant son titre pour la quatrième fois dans le Prix Rothschild, ce qui lui permet de porter son total de victoires en groupe 1 à 14, et de s'approcher du record absolu dans ce domaine, détenu par l'Américain John Henry, vainqueur de 16 groupe 1. Elle échoue cependant à reconquérir son titre dans le Prix Jacques Le Marois l'épreuve reine du mile deauvillais, en subissant la loi d'un 3 ans, comme en 2010, en l'occurrence la pouliche Immortal Verse. En octobre, pour ses adieux à la France avant son envol pour les États-Unis, Goldikova ne parvient pas à s'imposer dans le Prix de la Forêt, s'inclinant d'une tête face à l'Anglais Dream Ahead. 
À Churchill Downs, la jument fait l'événement en tentant l'exploit exceptionnel de remporter une quatrième épreuve de Breeders' Cup, elle qui est la seule à en avoir gagné trois. Pour l'occasion, les organisateurs ont déplacé le Breeders' Cup Mile en fin de réunion, pour mettre en valeur l'événement et faire de la jument la star de la soirée. Malgré ses 6 ans, malgré une saison plus difficile où elle n'a gagné "que" deux courses, Goldikova, très soutenue par le public, est installée grande favorite de la course, où elle retrouve de vieilles connaissances américaines Gio Ponti et Courageous Cat, et d'ambitieux Européens comme le Français Byword ou l'Anglais Strong Suit. Avec le numéro 1 à la corde, Olivier Peslier parvient à donner à son habituelle partenaire un très bon parcours, et Goldikova aborde le dernier tournant dans le dos des premiers. À 200 mètres du but, la championne prend la tête et fait illusion pour la victoire, mais elle ne peut repousser les attaques conjuguées des Américains Turallure et Court Vision, ce dernier s'imposant d'un nez, retrouvant la victoire après deux ans d'insuccès, lui qui avait remporté plusieurs grandes courses. C'est donc sur cette très honorable troisième place que Goldikova fait ses adieux à la compétition, après une carrière exceptionnelle, et se retire au haras.  

### Résumé de carrière
| Date         | Hippodrome       | Pays        | Course                      | Statut      | Distance    | Jockey      | Place       | Écart       | Vainqueur ou deuxième | Temps       | Gains       |
| 2007, 2 ans  | 2007, 2 ans      | 2007, 2 ans | 2007, 2 ans                 | 2007, 2 ans | 2007, 2 ans | 2007, 2 ans | 2007, 2 ans | 2007, 2 ans | 2007, 2 ans           | 2007, 2 ans | 2007, 2 ans |
| ------------ | ---------------- | ----------- | --------------------------- | ----------- | ----------- | ----------- | ----------- | ----------- | --------------------- | ----------- | ----------- |
| 17 septembre | Chantilly        | France      | Prix de Toutevoie           | Course F    | 1 600 m     | O. Peslier  | 1er / 12    | 4           | Perfect Hand          | 1'40"60     | 10 500 €    |
| 8 octobre    | Chantilly        | France      | Prix de la Lorie            | Course B    | 1 600 m     | O. Peslier  | 1er / 6     | 2           | Seal Bay              | 1'38"20     | 17 000 €    |
| 2008, 3 ans  |                  |             |                             |             |             |             |             |             |                       |             |             |
| 3 avril      | Longchamp        | France      | Prix du Louvre              | Course B    | 1 600 m     | O. Peslier  | 2e / 8      | cte enc.    | Azabara               | 1'55"30     | 6 800 €     |
| 11 mai       | Longchamp        | France      | Poule d'Essai des Pouliches | Gr. 1       | 1 600 m     | O. Peslier  | 2e / 14     | 2           | Zarkava               | 1'35"20     | 91 440 €    |
| 8 juin       | Chantilly        | France      | Prix de Diane               | Gr. 1       | 2 100 m     | O. Peslier  | 3e / 13     | 4 ½         | Zarkava               | 2'07"10     | 91 440 €    |
| 6 juillet    | Maisons-Laffitte | France      | Prix Chloé                  | Gr. 3       | 1 600 m     | O. Peslier  | 1er / 8     | 3           | Top Toss              | 1'34"90     | 40 000 €    |
| 3 août       | Deauville        | France      | Prix Rothschild             | Gr. 1       | 1 600 m     | O. Peslier  | 1er / 9     | 1/2         | Darjina               | 1'37"50     | 142 850 €   |
| 7 septembre  | Longchamp        | France      | Prix du Moulin de Longchamp | Gr. 1       | 1 600 m     | O. Peslier  | 1er / 11    | 1/2         | Darjina               | 1'36"70     | 228 560 €   |
| 25 octobre   | Santa Anita      | États-Unis  | Breeders' Cup Mile          | Gr. 1       | 1 600 m     | O. Peslier  | 1er / 11    | 1 ¼         | Kip Deville           | 1'33"40     | 781 331 €   |
| 2009, 4 ans  |                  |             |                             |             |             |             |             |             |                       |             |             |
| 17 mai       | Longchamp        | France      | Prix d'Ispahan              | Gr. 1       | 1 850 m     | O. Peslier  | 7e / 9      | 10 ½        | Never on Sunday       | 1'57"20     |             |
| 8 juillet    | Newmarket        | Royaume-Uni | Falmouth Stakes             | Gr. 1       | 1 600 m     | O. Peslier  | 1er / 8     | 1/2         | Heaven Sent           | 1'36"21     | 119 202 €   |
| 2 août       | Deauville        | France      | Prix Rothschild             | Gr. 1       | 1 600 m     | O. Peslier  | 1er / 12    | 1 ½         | Elusive Wave          | 1'35"70     | 142 850 €   |
| 16 août      | Deauville        | France      | Prix Jacques Le Marois      | Gr. 1       | 1 600 m     | O. Peslier  | 1er / 9     | 6           | Aqlaam                | 1'33"50     | 342 840 €   |
| 3 octobre    | Longchamp        | France      | Prix de la Forêt            | Gr. 1       | 1 400 m     | O. Peslier  | 3e / 14     | 1/2         | Varenar               | 1'19"20     | 28 575 €    |
| 7 novembre   | Santa Anita      | États-Unis  | Breeders' Cup Mile          | Gr. 1       | 1 600 m     | O. Peslier  | 1er / 11    | 1/2         | Courageous Cat        | 1'32"26     | 776 034 €   |
| 2010, 5 ans  |                  |             |                             |             |             |             |             |             |                       |             |             |
| 23 mai       | Longchamp        | France      | Prix d'Ispahan              | Gr. 1       | 1 850 m     | O. Peslier  | 1er / 8     | 1/2         | Byword                | 1'49"40     | 142 850 €   |
| 15 juin      | Ascot            | Royaume-Uni | Queen Anne Stakes           | Gr. 1       | 1 600 m     | O. Peslier  | 1er / 10    | enc.        | Paco Boy              | 1'37"74     | 159 806 €   |
| 1er août     | Deauville        | France      | Prix Rothschild             | Gr. 1       | 1 600 m     | O. Peslier  | 1er / 7     | 3           | Music Show            | 1'37"50     | 171 420 €   |
| 15 août      | Deauville        | France      | Prix Jacques Le Marois      | Gr. 1       | 1 600 m     | O. Peslier  | 2e / 8      | 2 ½         | Makfi                 | 1'39"40     | 137 160 €   |
| 3 octobre    | Longchamp        | France      | Prix de la Forêt            | Gr. 1       | 1 400 m     | O. Peslier  | 1er / 10    | 1/2         | Paco Boy              | 1'22"10     | 142 850 €   |
| 6 novembre   | Churchill Downs  | États-Unis  | Breeders' Cup Mile          | Gr. 1       | 1 600 m     | O. Peslier  | 1er / 11    | 1 ¾         | Gio Ponti             | 1'35"16     | 749 682 €   |
| 2011, 6 ans  |                  |             |                             |             |             |             |             |             |                       |             |             |
| 22 mai       | Longchamp        | France      | Prix d'Ispahan              | Gr. 1       | 1 850 m     | O. Peslier  | 1er / 9     | enc.        | Cirrus des Aigles     | 1'51"00     | 142 850 €   |
| 14 juin      | Ascot            | Royaume-Uni | Queen Anne Stakes           | Gr. 1       | 1 600 m     | O. Peslier  | 2e / 7      | 1           | Canford Cliffs        | 1'38"38     | 62 500 €    |
| 31 juillet   | Deauville        | France      | Prix Rothschild             | Gr. 1       | 1 600 m     | O. Peslier  | 1er / 8     | cte enc.    | Sahpresa              | 1'34"30     | 171 420 €   |
| 15 août      | Deauville        | France      | Prix Jacques Le Marois      | Gr. 1       | 1 600 m     | O. Peslier  | 2e / 12     | 1           | Immortal Verse        | 1'38"30     | 137 160 €   |
| 2 octobre    | Longchamp        | France      | Prix de la Forêt            | Gr. 1       | 1 400 m     | O. Peslier  | 2e / 8      | tête        | Dream Ahead           | 1'18"10     | 68 580 €    |
| 5 novembre   | Churchill Downs  | États-Unis  | Breeders' Cup Mile          | Gr. 1       | 1 600 m     | O. Peslier  | 3e / 13     | 1           | Court Vision          | 1'37"01     | 148 181 €   |

### Tableau de bord
- 27 courses, 17 victoires et 9 places
- Gains : 5 201 564 €
- Cheval de l'année en Europe en 2010
- Cheval d'âge de l'année en Europe en 2009 & 2010
- Meilleur cheval d'âge en France en 2009
- Jument de l'année sur le gazon aux États-Unis en 2009 & 2010
- 6e rating FIAH mondial en 2008 (125)
- 2e rating FIAH mondial en 2009 (130)
- Rating Timeform : 133
- Admise au Hall of Fame des courses américaines (2017)
- Admise au Hall of Fame des courses britanniques (2024)

## Au haras
Au haras, Goldikova a pour partenaire privilégié la star des étalons, l'Irlandais Galileo, le meilleur étalon du monde, et obtient ses galons de poulinière classique grâce à leur fille Terrakova. Goldikova est la mère de :    
- 2013 : Goldikovic (Galileo) : Étalon au Brésil.
- 2014 : Terrakova[6] (Galileo) : Prix Cléopâtre (Gr.3), 3e Prix de Diane.
- 2015 : pas de produit
- 2016 : Goldika (Intello)[7], mère de :
  - Windlord (Dubawi) : 2e Classic Trial (Gr.3), 3e Beresford Stakes (Gr.2)
- 2017 : Alikova (Galileo)
- 2018 : Goldistyle (Dubawi) : 3e Prix Rothschild.
- 2019 : Lehman (Galileo)

Goldikova meurt peu avant ses 16 ans, en janvier 2021.

## Origines
Si 2009 a vu la consécration de Goldikova, c'est aussi l'année de la mort de Anabaa, qui fut durant plusieurs années l'un des tout meilleurs étalons officiant en France. L'histoire de ce sprinter, qui se révélera être un bon continuateur de Danzig au haras (10 vainqueurs de Groupe I), est romanesque : bien né, entraîné par Christiane Head pour le compte du Cheikh Maktoum Al Maktoum, il tombe gravement malade à 2 ans, souffrant de la "maladie du chien" (le syndrome de Wobbler). Pensant son cas désespéré, son propriétaire le laisse aux bons soins de la famille Head, qui contre toute attente le sauve, et propose de le restituer au Cheikh, lequel, par gratitude, refuse de reprendre son bien. C'est donc sous les couleurs Head que Anabaa fit une carrière de sprinter de haut niveau, s'adjugeant la July Cup et le Prix Maurice de Gheest, avant de devenir l'étendard de l'élevage Head. 
Côté maternelle, Goldikova revendique l'héritage d'une lignée de femelles illustre, arrivée dans l'élevage Wertheimer en 1960 grâce à la poulinière Glamour, acquise foal par Pierre Wertheimer aux ventes de Newmarket. 
- Born Gold, sa mère, n'a pas brillé en compétition mais s'est avérée une très grande poulinière, donnant outre Goldikova :
  - Gold Sound (Green Tune) : Prix de Guiche (Gr.3). 2e Prix Noailles (Gr.2). 3e Prix Exbury (Gr.3).
  - Gold Round (Caerleon) : Prix Cléopâtre (Gr.3). 3e Prix de la Grotte (Gr.3). Mère de : 
    - Goldwaki (Dalakhani) : Prix du Lys (Gr.3).
    - Golden Valentine (Dalakhani) : Prix Minerve (Gr.3), 2e Prix du Lys (Gr.3), mère de :
      - Ancient Wisdom (Dubawi) : Autumn Stakes (Gr.3)

    - Modestie (Nayef), mère de : 
      - Platane (Le Havre) : Prix Vanteaux (Gr.3). 3e E.P. Taylor Stakes.

  - Red Tune (Green Tune) : 2e Prix de Guiche (Gr.3).
  - Galikova (Galileo) : Prix Vermeille, Prix Guillaume d'Ornano (Gr.2), Prix Cléopâtre (Gr.3). 2e Prix de Diane. 3e Grand Prix de Saint-Cloud, Prix Jean Romanet.
  - Anodin (Anabaa) : Prix Paul de Moussac (Gr.3), 2e Breeders' Cup Mile, Prix d'Ispahan, Prix Jacques Le Marois, 3e Prix du Moulin de Longchamp, Queen Anne Stakes.
  - Gold Luck (Redoute's Choice) : Prix Vanteaux (Gr.3). 2e Prix de Sandringham. 3e Prix Jean Prat.
- Rivière d'Or, sa grand-mère, gagna le Prix Saint-Alary et deux « groupe 3 ». Elle est la mère de 
  - Gold Splash (Blushing Groom) : Prix Marcel Boussac, Coronation Stakes.
- Gold River, sa 3e mère, n'est autre qu'une lauréate du Prix de l'Arc de Triomphe en 1981, à quoi s'ajoutent des victoires dans le Prix du Cadran et le Prix Royal Oak. Mère de
  - Goldneyev (Nureyev) : 2e de la Poule d'Essai des Poulains
- Glaneuse, sa 4e mère, remporta le Grand Prix du Jockey-Club en Italie et termina 3e du Prix de Diane.

### Pedigree
| Origines de Goldikova (IRE), jument baie née en 2005 | Origines de Goldikova (IRE), jument baie née en 2005 | Origines de Goldikova (IRE), jument baie née en 2005 | Origines de Goldikova (IRE), jument baie née en 2005 |
| ---------------------------------------------------- | ---------------------------------------------------- | ---------------------------------------------------- | ---------------------------------------------------- |
| Père Anabaa                                          | Danzig                                               | Northern Dancer                                      | Nearctic                                             |
| Père Anabaa                                          | Danzig                                               | Northern Dancer                                      | Natalma                                              |
| Père Anabaa                                          | Danzig                                               | Pas De Nom                                           | Admiral's Voyage                                     |
| Père Anabaa                                          | Danzig                                               | Pas De Nom                                           | Petitioner                                           |
| Père Anabaa                                          | Balbonella                                           | Gay Mecene                                           | Vaguely Noble                                        |
| Père Anabaa                                          | Balbonella                                           | Gay Mecene                                           | Gay Missile                                          |
| Père Anabaa                                          | Balbonella                                           | Bamieres                                             | Riverman                                             |
| Père Anabaa                                          | Balbonella                                           | Bamieres                                             | Bergamasque                                          |
| Mère Born Gold                                       | Blushing Groom                                       | Red God                                              | Nasrullah                                            |
| Mère Born Gold                                       | Blushing Groom                                       | Red God                                              | Spring Run                                           |
| Mère Born Gold                                       | Blushing Groom                                       | Runaway Bride                                        | Wild Risk                                            |
| Mère Born Gold                                       | Blushing Groom                                       | Runaway Bride                                        | Aimee                                                |
| Mère Born Gold                                       | Rivière d'Or                                         | Lyphard                                              | Northern Dancer                                      |
| Mère Born Gold                                       | Rivière d'Or                                         | Lyphard                                              | Goofed                                               |
| Mère Born Gold                                       | Rivière d'Or                                         | Gold River                                           | Riverman                                             |
| Mère Born Gold                                       | Rivière d'Or                                         | Gold River                                           | Glaneuse (famille 22-d)                              |